# Mike Sifringer
Michael Sifringer, noto semplicemente come Mike (11 maggio 1965), è un chitarrista tedesco.
È uno dei fondatori del gruppo musicale thrash metal tedesco Destruction ed è stato l'unico membro presente in ogni pubblicazione fino al 2021, anno in cui ha abbandonato la band.